# Chris Gauthier
Chris Gauthier (* 27. Januar 1976 in Luton, Bedfordshire; † 23. Februar 2024) war ein kanadischer Schauspieler britischer Abstammung.

## Werdegang
Sein Leinwanddebüt gab Gauthier im Jahr 2000 in der US-amerikanischen Mini-Serie A Girl Thing in der Rolle des männlichen „Brett“. Anschließend wirkte Gauthier in diversen Filmen und Serien mit, so auch 40 Tage und 40 Nächte, Stargate: The Ark of Truth – Die Quelle der Wahrheit und Watchmen – Die Wächter. Im Videospiel Need for Speed: Carbon tritt er als „Neville“ auf. Sein Schaffen umfasst mehr als 100 Produktionen.
Darüber hinaus spielte Gauthier Stücke mit dem Caravan Farm Theatre und dem Western Canada Theatre. Auch in diversen Werbespots war Gauthier zu sehen, beispielsweise für die Unternehmen Molson und Mountain Dew.
Gauthier war verheiratet und hatte zwei Kinder, mit denen er in Vancouver wohnte.

## Filmografie
Filme
- 2002: 40 Tage und 40 Nächte (40 Days and 40 Nights)
- 2002: Insomnia – Schlaflos (Insomnia)
- 2003: Agent Cody Banks
- 2003: Freddy vs. Jason
- 2004: Earthsea – Die Saga von Erdsee (Legend of Earthsea)
- 2004: Scooby Doo 2 – Die Monster sind los (Scooby Doo 2: Monsters Unleashed)
- 2005: School of Life – Lehrer mit Herz (School of Life)
- 2006: The Foursome
- 2006: Butterfly Effect 2 (The Butterfly Effect 2)
- 2007: Sind wir endlich fertig? (Are We Done Yet?)
- 2008: Stargate: The Ark of Truth – Die Quelle der Wahrheit (Stargate: The Ark of Truth)
- 2009: Watchmen – Die Wächter (Watchmen)
- 2010: Beyond the Black Rainbow
- 2014: Hectors Reise oder die Suche nach dem Glück (Hector and the Search for Happiness)
- 2015: Ein Adam kommt selten allein (Splitting Adam)
- 2020: The Christmas House (Fernsehfilm)
- 2021: The Christmas House 2: Deck Those Halls (Fernsehfilm)

Serien (Auswahl)
- 2000–2004: Da Vinci’s Inquest (2 Folgen)
- 2004–2011: Smallville (4 Folgen, verschiedene Rollen)
- 2006–2012: Eureka – Die geheime Stadt (Eureka)
- 2007: Bionic Woman (2 Folgen)
- 2007–2008: Supernatural (2 Folgen)
- 2008: Reaper – Ein teuflischer Job (1 Folge)
- 2008: Psych (Season 3 – Folge 2)
- 2009: Harper’s Island (8 Folgen)
- 2009–2010: Sanctuary – Wächter der Kreaturen (Sanctuary, 2 Folgen)
- 2012: Continuum (1 Folge)
- 2012–2015, 2017–2018: Once Upon a Time – Es war einmal … (Once Upon a Time, 14 Folgen)
- 2017: Eine Reihe betrüblicher Ereignisse (A Series of Unfortunate Events, Fernsehserie, 2 Folgen)

## Sonstiges
- 2006: Need for Speed: Carbon (Dort bekannt als „Neville“)